# Quận Nemaha, Nebraska
Quận Nemaha là một quận thuộc tiểu bang Nebraska, Hoa Kỳ.
Quận này được đặt tên theo. Theo điều tra dân số của Cục điều tra dân số Hoa Kỳ năm 2000, quận có dân số 7576 người. Quận lỵ đóng ở Auburn6.

## Địa lý
Theo Cục điều tra dân số Hoa Kỳ, quận có diện tích 1067 km2, trong đó có 8 km2 là diện tích mặt nước.

### Quận giáp ranh
- Quận Otoe, Nebraska - bắc
- Quận Atchison, Missouri - đông
- Quận Holt, Missouri – đông nam
- Quận Richardson, Nebraska - nam
- Quận Pawnee, Nebraska – tây nam
- Quận Johnson, Nebraska - tây